# Battaglia di Baku
La battaglia di Baku (in azero: Bakı döyüşü; in armeno: Բաքվի ինքնապաշտպանություն; in russo: Бакинское сражение) si svolse nella regione dell'Azerbaigian tra il 26 agosto e il 15 settembre 1918 durante la prima guerra mondiale, vedendovi contrapposti l'Impero ottomano da un lato, e le milizie armene assistite da un piccolo corpo di spedizione britannico (la Dunsterforce) dall'altro.

## Premesse
Le sue origini risalgono alla resa russa agli Imperi centrali, il 7 novembre 1917. In quel momento i russi erano penetrati in profondità nell'Anatolia, creando l'Amministrazione dell'Armenia occidentale e la Repubblica del Ponto. Come condizione all'armistizio gli ottomani pretendevano come minimo il ripristino dei confini antecedenti la guerra. Ma le popolazioni locali insorsero, dichiararono l'indipendenza dalla Russia come Repubblica Federale Democratica Transcaucasica e continuarono la guerra contro i turchi.
A Baku, città ove vi era una forte presenza operaia a causa dell'industria del petrolio, il potere fu preso da un Soviet bolscevico. Le tensioni con gli elementi azeri musulmani portò i bolscevichi ad allearsi con le milizie armene e vi furono dei gravi scontri etnici (gli eventi di marzo). 
Dopo la cacciata dei musulmani dalla città, i bolscevichi crearono la Comune di Baku, mentre gli azeri organizzarono la resistenza nel resto del Paese in attesa dell'arrivo delle forze ottomane unificate nell'Esercito islamico del Caucaso di Enver Pascià. Nel resto dell'Azerbaigian, i musulmani si ribellarono alla creazione della Repubblica Transcaucasica e crearono la Repubblica Democratica di Azerbaigian, da cui iniziò la guerra armeno-azera. Il 7 aprile 1918 l'offensiva ottomana in Anatolia aveva portato alla riconquista del territorio di Amministrazione dell'Armenia occidentale e Repubblica del Ponto, arrivando ai confini della Transcaucasia, e, passando attraverso la Persia, fino al territorio azero in rivolta. In seguito a ciò anche la Georgia uscì dalla Federazione e divenne Repubblica Democratica di Georgia, lasciando la sola Prima Repubblica di Armenia a combattere. Il 4 giugno essa si arrese ai turchi, ma ribelli armeni fondarono la Repubblica dell'Armenia montanara continuando la guerra nella parte orientale del paese ai confini tra la Persia e l'Azerbaigian.

## La battaglia
L'Armata dell'Islam, sostenuta dalle milizie azere, arrivò nelle vicinanze di Baku nell'estate del 1918 ed incontrò una prima resistenza da parte dei bolscevichi e delle milizie armene. Il 26 luglio gli armeni del Dashnakzutyun cacciarono tuttavia i bolscevichi, ed il 1º agosto in supporto giunse dalla Persia via mare un corpo di spedizione britannico. Gli armeni assieme ai russi bianchi crearono la Dittatura centrocaspiana nelle regioni costiere dell'Azerbaigian, respingendo anche i musulmani azeri della Repubblica Democratica nell'interno.

Verso la fine di agosto l'Armata dell'Islam, lanciò un'offensiva dando inizio alla furiosa battaglia di Baku che durerà fino al 15 settembre quando le forze britanniche evacueranno via mare dal porto della città rifugiandosi in Persia ed abbandonando la popolazione armena al suo destino. Nei giorni seguenti un contingente musulmano valica il mar Caspio, sbarcando a Krasnovodsk e venendo quindi in guerra contro i bolscevichi della RSS Turkestan, respingendoli nell'interno. Quando, il 30 ottobre, l'Impero ottomano si arrese agli alleati, le truppe turche si ritirano e il contingente britannico tornerà in città, trovando un modus vivendi con l'amministrazione azera.

## Il dopoguerra ed il Congresso di Baku
Nell'aprile 1920, dopo aver sconfitto i russi bianchi, l'Armata rossa occupò nuovamente anche l'Azerbaigian, che fu inglobato nell'Unione Sovietica. A fronte del ritorno dei russi, i britannici si ritirarono nuovamente da Baku, ripiegando via mare su Ezeli, sulla costa persiana del Caspio (dove i sovietici sbarcarono poi in maggio). In settembre il Comintern guidato da Zinoviev organizzò a Baku il Congresso per la liberazione dei popoli dell'Oriente.